# Glenopteris
Glenopteris é um gênero de traça pertencente à família Arctiidae.